# 馮暉
馮暉（894年—952年6月20日），字廣照，鄴都高唐（今山東省禹城縣西南）人。是中國五代的武將，官至朔方軍節度使、中書令、陳留郡王，後周追赠卫王。

## 生涯
暉初在魏州，為效節軍士，拳勇有武名，事後梁天雄軍節度使楊師厚為隊長。乾化5年（915年）楊師厚卒，魏州軍亂，後唐莊宗入魏，以銀槍效節軍為親軍，南伐後梁。暉以俸賜不如其意，南投後梁，入王彥章麾下。同光元年（923年）後唐莊宗入洛滅後梁，暉出降請罪，獲得赦免，從後唐明宗征潞州，誅楊立有功；又隨魏王繼岌伐蜀，以功歷任夔州、興州刺史。
長興元年（930年）8月，董璋、孟知祥反，暉為興州刺史，以眾寡不敵，逃歸鳳翔，降授同州衙職安置。不久，以瀘州刺史隨石敬瑭征討兩川，同年11月，暉與階州刺史王弘贄、前鋒馬步都虞侯王思同、步軍都指揮使趙在禮等以奇兵抄小路破劍門關，進據劍州。但因大軍不繼，朝廷罷兵而撤退，以功授澶州刺史。
後晉天福2年（937年）6月，天雄軍節度使范延光舉兵反，以暉為馬步都將，與孫銳進犯滑州，為楊光遠所敗，退守鄴城。天福3年（938年）8月，暉知延光將敗，利用出城求戰時投降，以暉為義成軍節度使、檢校太傅。天福4年元月7日（939年1月29日），朔方軍節度使張希崇卒，同月12日（939年2月3日），以暉移鎮朔方軍繼任。
暉至靈武，懷柔氐、羌，嚴禁抄掠，然後推行屯田，以省軍民轉運糧餉之勞。党項拓拔彥超，於諸部中最為強盛，暉因彥超來訪，盛加款待，於城中建宅以居住，因留而不歸，於是諸部族競相以牛馬交易，數年之間，得馬5000匹，後晉見暉兵馬強盛，又得諸部族之心，漸以為患。開運2年8月13日（945年9月21日），改授邠州節度使、加檢校太尉，11月5日（945年12月12日），兼任侍衛步軍都指揮使，12月27日（946年2月1日）奉詔入朝，開運3年3月9日（946年4月9日），為河陽節度使，暉既統率禁軍，又從邊地移鎮畿內，於是懷疑朝廷有猜忌之意。
是時馮玉、李彥韜居樞要，暉善事有加，求復鎮靈州，開運3年6月7日（946年7月8日），再任朔方軍節度使。後漢高祖、隱帝間，累加階爵。後周太祖即位，廣順元年1月27日（951年3月7日），加推誠奉義同德翊戴功臣，進封陳留郡王。廣順2年5月25日（952年6月20日），以疾卒於官署，享年59，廣順3年（953年）6月贈衛王。顯德5年（958年），葬於邠州新平縣臨涇鄉祿堡村（今陝西省彬縣炭店鄉前家嘴村馮家溝）。

## 暉死後朔方軍的混亂
《舊五代史》本傳：「子繼業，朔方衙內都虞侯，暉亡，三軍請知軍府事，因授檢校太保，充朔方兵馬留後。」而《資治通鑑》卷290後周紀一：「暉卒，其子牙內都虞侯繼業殺其兄繼勳，自知軍府事。」劉應「□朔方軍節度使中書令衛王故馮公墓誌銘」記暉諸子，除繼朗早卒外，其餘父子4人卒年相近；且長子繼勳、三子繼玉，不記卒日，以樂律記卒月，有違常理。所以李慧以為2人應非正常死亡，併墓誌銘所記卒年亦疑不可信，因為如繼勳後暉而卒，則嗣之者當為繼勳而非繼業。繼洪之死雖晚於父3年，也恐非善終。蓋繼業庶出，惟有殺諸嫡兄才能得以襲位。

## 家族
據劉應「□朔方軍節度使中書令衛王故馮公墓誌銘」
- 有一姐，適王氏。一子王令豐，朔方軍右馬步都虞侯、銀青光祿大夫、檢校太子賓客兼侍御史、飛騎尉。
- 堂弟馮延塞，行靈州左司馬、銀青光祿大夫、檢校太子賓客兼侍御史。

- 中山郡夫人王氏，生：
  - 繼勳，朔方軍衙內都部署使、金紫光祿大夫、檢校司徒、榮州刺史，廣順3年（953年）3月卒。
  - 繼朗，朔方軍節院使、銀青光祿大夫、檢校工部尚書，後漢天福12年3月25日（947年4月18日）卒。
  - 繼玉，朔方軍節院使、銀青光祿大夫、檢校左散騎常侍，廣順3年（953年）7月卒。
  - 繼洪，攝朔方軍節度推官，顯德2年7月28日（955年8月18日）卒。
  - 繼昭，朔方軍子城使、銀青光祿大夫、檢校國子祭酒。

- 夫人杜氏，廣順3年7月13日（953年8月24日）卒，生：
  - 繼遠，朔方軍衙內都部署使、銀青光祿大夫、檢校刑部尚書。

- 夫人馬氏，無子。

- 南陽郡夫人賈氏，顯德4年8月15日（957年9月11日）卒於靈州官舍，享年52，生：
  - 於休（繼業），推誠翊戴功臣、朔方軍節度使、終官定國軍節度使、開府儀同三司、檢校太師、贈中書令。《宋史》卷253有傳。
    - 訥，終官西上閤門使
      - 馮氏，特封譚國太夫人、追封雍國太夫人、適右千牛衛大將軍、贈永清軍節度觀察留後、臨汝侯趙惟和[13]

    - 馮氏，適楚王趙元佐

  - 說，銀青光祿大夫、檢校太子賓客。

## 墳墓
馮暉墓於1992年4月11日至5月30日間，由陝西省咸陽市文物考古研究所與彬縣文化局合作發掘，雖然先前已遭2次盜掘，仍然出土墓誌銘與不少文物，詳細的發掘調查始末，可以參考：咸陽市文物考古研究所編著《五代馮暉墓》（重慶出版社，2001年，ISBN 7-5366-5422-7）。

### 引用
1. ↑  《舊五代史》本傳
2. ↑  墓誌銘、《資治通鑑》卷277後唐紀六
3. ↑  《舊五代史》本傳、《資治通鑑》卷281後晉紀二。
4. ↑  《舊五代史》卷77晉書高祖紀第三、《資治通鑑》卷281後晉紀二。
5. ↑  《舊五代史》卷78晉書高祖紀第四、《資治通鑑》卷282後晉紀三。
6. 1 2  舊、新《五代史》本傳。
7. ↑  《舊五代史》卷84晉書少帝紀第四。
8. ↑  《舊五代史》卷84晉書少帝紀第四、《資治通鑑》卷285後晉紀六。
9. ↑  墓誌銘、《舊五代史》卷110周書太祖紀第一。
10. ↑  墓誌銘、《五代會要》卷11封建目。
11. ↑  李慧「五代朔方節度使馮暉墓誌初探」 46~47頁。
12. ↑  【 □朔方軍節度使中書令衛王故馮公墓誌銘】 （页面存档备份，存于），《新中國出土墓誌》。
13. ↑  《雍國太夫人馮氏墓志銘》